# Membracis schultesii
Membracis schultesii är en insektsart som beskrevs av Richter. Membracis schultesii ingår i släktet Membracis och familjen hornstritar. Inga underarter finns listade i Catalogue of Life.